# باو (فیلم)
باو فیلمی به کارگردانی فتحعلی اویسی و نویسندگی مهرداد میرفلاح ساختهٔ سال ۱۳۶۷ است.

## بازیگران
- علیرضا رهبری
- هاشم ارکان
- محمود مشروطه
- سعیده موسوی
- احمد عنایت پور
- محمدرضا اسلامی